# Rumex alpestris
Rumex alpestris Jacq. es una especie de plantas de la familia de las poligonáceas. 

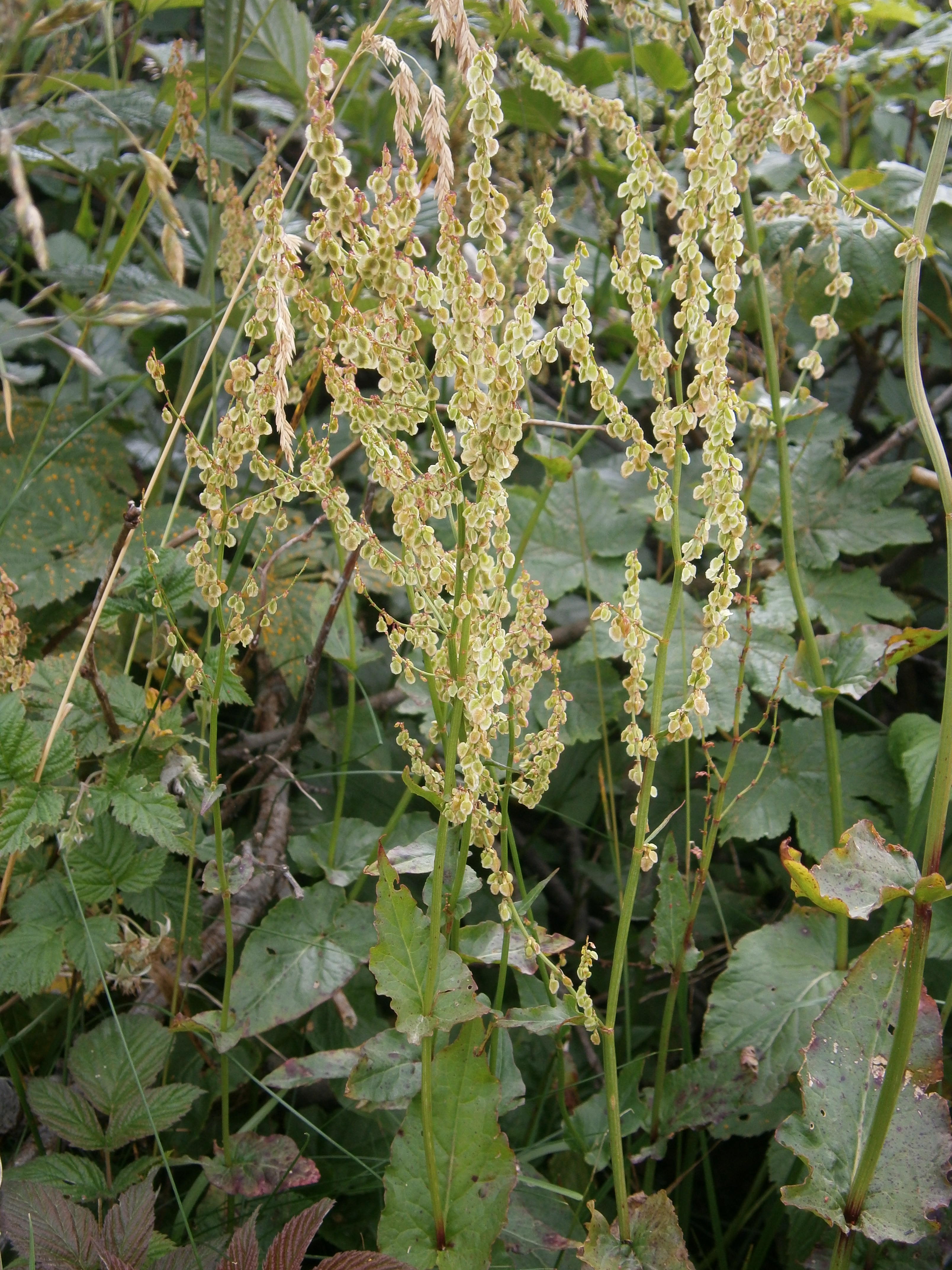
Detalle de la planta

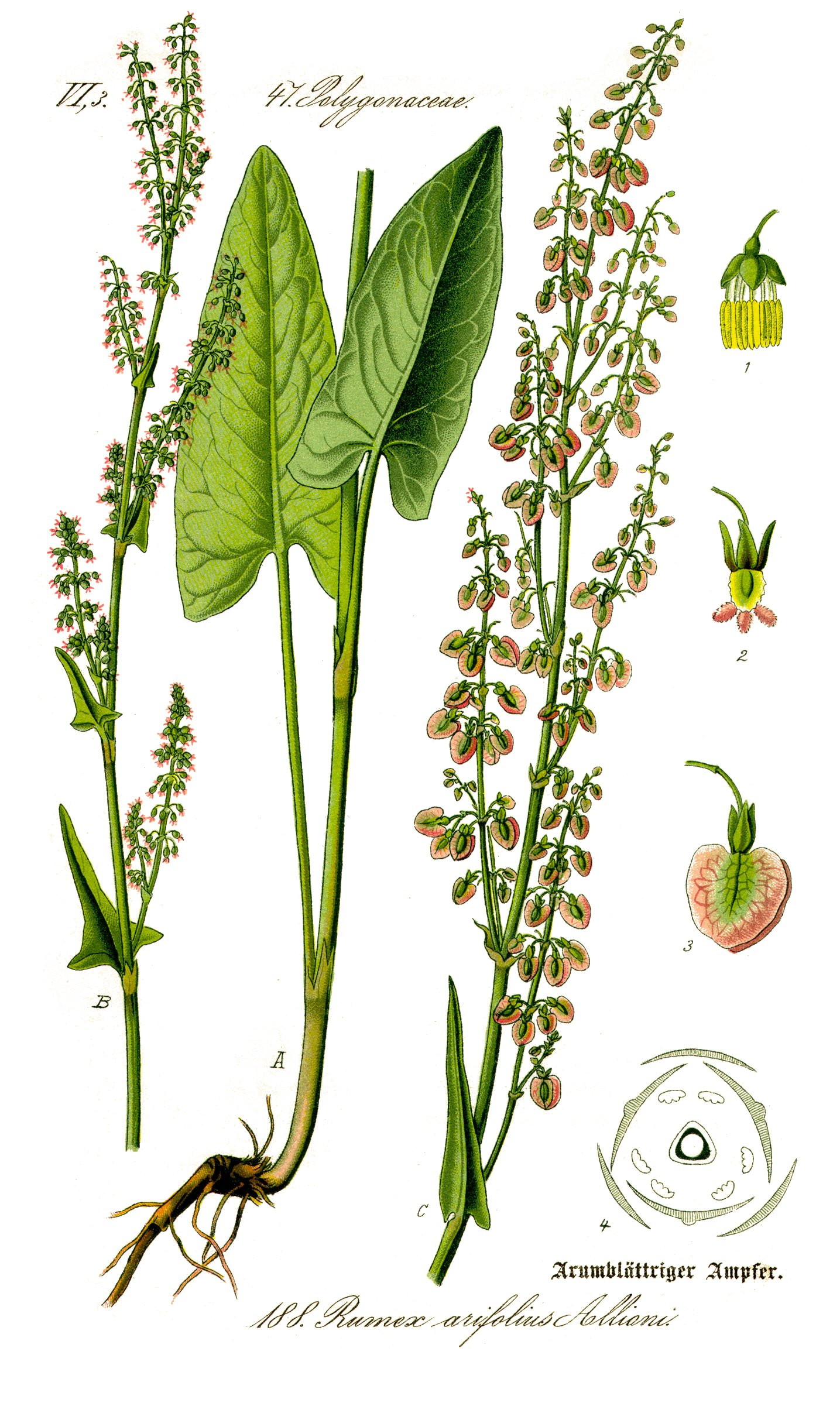
Ilustración

## Hábitat
Crece en las regiones templadas y frías de Eurasia (Europa occidental y Japón). En el Oeste y Centro de Europa sólo se puede encontrar en las montañas frías.
También puede proliferar allí en los hayedos situados a una gran altura, así como ricos y húmedos prados y pastos de gran altura. 

## Distribución
Es una especie Eurasiática, en Europa sólo se encuentra en las altas montañas.  Es muy similar a  (Rumex acetosa).

## Descripción
Planta herbácea perenne que durante el verano toma una coloración blanca, la altura de la cual puede ser de entre 30 y 200 centímetros.  Las hojas son ovaladas y más o menos de dos a tres veces más largas que amplias, el limbo normalmente entero o débilmente ondulado. En la parte inferior, son agudamente cordiformes.  Tiende a crecer tanto en altura como en anchura, dando una forma redondeada a la planta

## Taxonomía
Rumex alpestris fue descrita por   Nikolaus Joseph von Jacquin  y publicado en Enum. Stirp. Vindob. 62 1762.
Etimología
Ver: Rumex
alpestris: epíteto latíno que significa "que crece en las montañas".
Sinonimia
- Acetosa alpestris Á.Löve
- Acetosa arifolia Schur
- Acetosa pratensis subsp. alpestris Á. Löve
- Lapathum alpestre Scop.
- Rumex acetosa subsp. alpestris Á. Löve
- Rumex arifolius All.
- Rumex montanus Desf.[3]
- Acetosa alpina Mill.
- Rumex acetosa subsp. amplexicaulis (Lapeyr.) O.Bolòs & Vigo
- Rumex acetosa subsp. islandicus (Á. Löve & D. Löve) Ö. Nilsson
- Rumex amplexicaulis Lapeyr.
- Rumex arifolius All.
- Rumex carpaticus Zapal.[4]